# 一柳良雄
一柳 良雄（いちりゅう よしお 1946年1月3日 - ）は、日本の経営コンサルタント・元通産官僚。
”志・情熱・信頼”をモットーに、志を共有する仲間と日本（社会）をよくすることを究極の目標として、
経営戦略コンサル、行政・政治との橋渡しをする政策規制コンサル、若者の夢を育てるベンチャー支援を行う。
さらには人材育成にも注力し、
次世代を牽引せんとする情熱と志を持ったリーダーたちを育成する経営塾・一流塾を主宰。
テレビキャスターも務める。

## 来歴・人物
大阪府出身
- 1964年3月   大阪府立八尾高等学校卒業[1]
- 1964年4月   東京大学理科Ⅱ類入学
- 1968年3月   東京大学教養学科国際関係論分科卒業[2]

### 通産省入省から退官まで
- 1968年4月   通産省入省(貿易振興局貿易振興課)[2]
- 1969年9月   通商局国際経済課
- 1970年4月   宮沢喜一、田中角栄両通産大臣付主任[2]
- 1972年6月   ハーバード大学ケネディ・スクール留学、行政学修士課程修了[3] [4]
- 1974年7月   生活産業局紙業課長補佐
- 1975年11月 資源エネルギー庁石油部精製課長補佐[2]
- 1977年7月   国際エネルギー機関省エネルギー課長（在パリ）
- 1980年6月   工業技術院総務課長補佐（法令審査委員）
- 1981年5月   資源エネルギー庁総務課長補佐（法令審査委員）
- 1982年1月   資源エネルギー庁公益事業部電源立地対策室長
- 1984年8月   通産省大臣官房厚生管理官
- 1984年11月 村田敬次郎通産大臣秘書官
- 1985年12月 通産省大臣官房広報課長
- 1987年6月   資源エネルギー庁長官官房国際資源課長
- 1988年6月   中小企業庁計画部金融課長
- 1989年6月   通産省貿易局貿易保険課長
- 1991年6月   同貿易局総務課長
- 1992年6月   通産省大臣官房会計課長
- 1993年6月   近畿通産局長
- 1994年7月   資源エネルギー庁石油部長
- 1995年        通産省機械情報産業局次長

USTRとの間で、日本の半導体産業の悲願だった日米半導体協定撤廃交渉を取りまとめた。
- 1996年 大臣官房総務審議官
- 1998年6月   通産研究所次長を経て退官

### 一柳アソシエイツ設立以降
- 2000年7月   一柳アソシエイツを設立。代表取締役兼CEO
- 2003年2月   サーラコーポレーション監査役
- 2006年2月   サーラコーポレーション社外取締役[6]
- 2008年4月   若手経営者の人間力養成を目的とする一流塾を開設。塾長となる。[7]
- 2014年6月   島精機製作所社外取締役[8]
- 2023年5月   一般社団法人日本の未来構築研究機構設立。代表理事。[9]

### 一般社団法人 日本の未来構築研究機構とは
若者が夢を持って頑張る活力ある社会と世界から尊敬される日本の実現を目指して、
自由闊達なコミュニケーション及び進取の気性とチャレンジ精神とを根幹において
三方良しの考えで、次の事業を行う。
- 我が国が長期的に目指すべき国家戦略に関する調査研究及び提言
- 超高齢化・少子化の下での全体最適な総合政策の調査研究及び提言
- 地球環境、エネルギー、経済安全保障、デジタル社会等、

新時代における課題解決や新技術の活用に向けた調査研究及び提言　など

## 同期入省
- 松宮勲（政治家）
- 村田成二（事務次官）
- 雨貝二郎（ダイエー会長）
- 大津幸男（四国通産局長、貿易保険機構理事長）
- 今野秀洋（初代経産審議官）
- 佐々木恭之助（東北通産局長、東北電力常務）
- 松本厚治（大工大知的財産学部教授）
- 塚本弘（上海万博日本政府代表、日本人初の万博運営委員会議長）

など

## 出演

### テレビ番組
- 2012年4月〜現在　一柳良雄が問う 日本の未来（BSジャパン→BSテレビ東京） キャスター

### 過去
- 一柳良雄の関西ビジネス進化論（ラジオ大阪）-パーソナリティ
- 一柳良雄の元気と知恵のビジネス（MBSラジオ）-パーソナリティ
- ネクストウェーブ 一柳良雄の志（BSフジ）-キャスター
- ネクストウェーブ 一柳良雄の心粋（BSフジ）-キャスター
- 一柳良雄が語るニッポンのみらい（BS-TBS）-キャスター
- YouTube「一柳ちゃんねる」（2023年1月~12月）

## 著書
- 『応援される人 ４２の言葉』（日経BP 日本経済新聞出版 2022年）

- 『一柳良雄の志 〜官僚時代の今 官僚系オヤジ改造講座〜』（興陽館 2010年）
- 『元気と知恵の経営 ～一柳良雄のビジネス進化論～』（産経新聞出版 2007年）
- 『一柳良雄のベンチャー実践塾』（日刊工業新聞社 2003年）
- 『役員室にエジソンがいたら』ジュリー・L.デービス/スーザン・S.ハリソン著 監訳（かんき出版 2003年）
- 『知的経営の真髄』パトリック・サリヴァン著 共訳（東洋経済新報社 2002年）
- 『一柳良雄のベンチャー入門教室』（日刊工業新聞社 2001年）
- 『市場の役割、国家の役割』共著（東洋経済新報社 1999年）